# Cadillac Eldorado
Pour les articles homonymes, voir Eldorado (homonymie).
La Cadillac Eldorado est un véhicule automobile du constructeur américain Cadillac.
Imaginée comme un « dream car » pour le Motorama de 1952, l'Eldorado apparaît l'année suivante comme un cabriolet ultra luxueux établi sur la base d'un cabriolet Series 62. Cadillac réalise une belle opération publicitaire en prêtant le deuxième exemplaire de cette Eldorado à la Maison Blanche pour la cérémonie d'inauguration du Président Eisenhower en mai 1952.
Vaisseau amiral de la gamme Cadillac, l'Eldorado est commercialisée pendant 50 ans à travers plusieurs générations de modèles et sous différentes carrosseries : cabriolets, coupés, berlines. Le modèle sert de prototype roulant pour des nouveautés stylistiques (pare-brise panoramique, ailerons « requin »…) ainsi que de vitrine technologique à la marque (en 1957, l'Eldorado Brougham reçoit une suspension pneumatique, en 1967, la Fleetwood Eldorado devient la première traction avant de Cadillac). Mais au cours des années 1990, le marché du grand coupé personnel ultra luxueux périclite. Cadillac maintient en vie l'Eldorado jusqu'en 2002, et en 2003, c'est le coupé/cabriolet 2 places XLR qui prend la relève.

## Nom
Créée en 1902, la firme Cadillac célèbre son cinquantenaire en 1952, anniversaire que les américains appellent « golden jubilee » (le jubilé d'or). Les modèles de l'année arborent d'ailleurs sur leurs capots des motifs dorés au lieu de leurs motifs chromés habituels (une caractéristique reprise pour les modèles de 1954 à 1958).
Pour l'occasion, Cadillac expose un « dream car » qui présente la somme des compétences techniques et stylistiques de ses ingénieurs. Ce prototype rencontre un tel succès que les responsables de la marque décident de le produire en série l'année suivante. Un concours est alors organisé en interne pour lui trouver un nom, et c'est la secrétaire du département des ventes, Mary Ann Zukosky (épouse Marini), qui le remporte en proposant le nom Eldorado. Version américanisée de l'espagnol « El Dorado » (le doré), l'Eldorado évoque une cité légendaire d'Amérique du Sud à la richesse fabuleuse. Toutefois, selon le magazine Palm Springs Life, le nom viendrait avant tout du Eldorado Country Club, un club de détente de Coachella Valley, en Californie, fréquenté par les cadres de la General Motors[source insuffisante]. Quoi qu'il en soit, ce nom semblait tout à fait approprié en cette année du jubilé d'or, et parfaitement adapté à la clientèle des « golden boys » visée par Cadillac.

## Première génération (1952)
Après son formidable succès en tant que « dream car », l'Eldorado est lancée en production limitée. Ce luxueux cabriolet 4/6 places (l'usine le désigne comme un Sport Convertible Coupe), long de 5,61 m, est établi sur la base d'un cabriolet de la Series 62, avec un empattement de 3,20 m.
L'Eldorado est la première Cadillac à recevoir un pare-brise panoramique. Sa capote est entièrement dissimulée sous un couvre-tonneau en métal ; fabriquée en orlon, elle peut être blanche ou noire. L'équipement comprend une sellerie en cuir (disponible en noir, noir et blanc, bleu, bleu et blanc, rouge, rouge et blanc), une radio à présélecteur automatique, des roues à rayons et des pneus à flanc blanc, des feux anti-brouillard et un rétroviseur côté conducteur. Le moteur est un V8 de 5,4 litres qui développe 210 ch à 4150 tr/min, la boîte de vitesses est automatique.
Vendue à 7 750 $, soit deux fois plus cher que la moins chère des Cadillac (le coupé 2 portes à 3 571 $), l'Eldorado est produite à 532 exemplaires.

## Deuxième génération (1954-1956)
Pour le millésime 1954, l'Eldorado reprend intégralement la carrosserie du cabriolet de la Series 62, avec un peu plus de chrome, notamment au bas des ailes arrière, et un équipement plus luxueux. L'empattement est de 3,28 m, et le moteur atteint 230 ch.
Le prix est abaissé à 5 738 $. La production atteint 2 150 unités.
Pour 1955, l'Eldorado retrouve une apparence distincte des autres Cadillac, en raison d'un traitement différent des ailes arrière qui reçoivent des ailerons trapézoïdaux et non plus bulbeux. Les feux arrière sont placés plus bas et ils sont soulignés par une moulure de caisse qui se prolonge jusqu'au-dessus du passage de roue. Le moteur développe 270 ch à 4 800 tr/min. Le tarif est de 6 286 $. La production atteint 3 950 exemplaires.

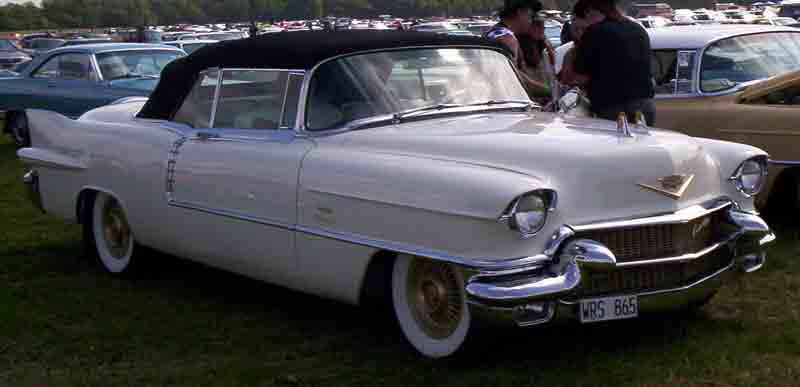
Cadillac Eldorado Biarritz de 1956

En 1956, l'Eldorado est déclinée en deux carrosseries : le cabriolet, qui est baptisé Eldorado Biarritz, et le coupé, qui est baptisé Eldorado Seville. La désignation «Biarritz» fait référence à la célèbre station balnéaire française, et la désignation «Séville» à la non moins célèbre ville andalouse, dont la prononciation américaine est proche de la désignation «DeVille» utilisée pour un autre modèle de Cadillac.
Le coupé n'est rien d'autre qu'un cabriolet dont la capote est remplacée par un hard top ; un toit rigide sans montant central (un trait de style utilisé la première fois sur la première Cadillac Coupe de Ville en 1949).
Esthétiquement, la carrosserie subit quelques retouches cosmétiques, dont une nouvelle calandre au maillage plus serré. Les feux de position passent en bas du pare-chocs. Le moteur est poussé à 305 ch à 4 700 tr/min. Le tarif est de 6 501 $, quelle que soit la carrosserie. L'Eldorado Biarritz est vendue à 2 150 exemplaires, et l'Eldorado Séville à 3 900 exemplaires.

## Troisième génération (1957-1958)

### 1957
Comme les autres Cadillac, les Eldorado sont établies sur un nouveau châssis tubulaire en X, sans rails latéraux, de 3,29 m d'empattement. Ce châssis permet de créer des carrosseries surbaissées. Toutefois, bien que résistant mieux à la torsion, il présente une faiblesse importante en cas de choc latéral, un défaut que dénoncera plusieurs années plus tard Ralph Nader dans son ouvrage Unsafe at any speed. L’aspect surbaissé des carrosseries est amplifié par les feux de position qui passent sous le pare-chocs. Ce dernier est équipé de butoirs en forme d’obus qui sont terminés par une protection en caoutchouc ; le public les surnomme « Dagmar », en raison de l'analogie qu'il fait avec la poitrine de Virginia Ruth Egnor (1921-2001), une vedette de la télévision dont c'est le nom de scène.
De nouveaux, les Eldorado se distinguent des autres Cadillac par leurs ailerons « requin », qui sont plus pointus et qui sont placés au milieu des ailes arrière, et non à leur aplomb. Côté moteur, le V8 a une cylindrée de 6 litres et il développe 325 ch à 4 800 tr/min (contre 285 ch sur les autres modèles). L'Eldorado Seville comme l'Eldorado Biarritz sont proposés à 7 286 $ ; le coupé est produit en 2 100 exemplaires, le cabriolet en 1 800.
Mais 1957 est également l’année de l’apparition d’une version berline de l’Eldorado avec la spectaculaire « Eldorado Brougham », désignée en tant que Series 70 par l’usine. Comme la première Eldorado de 1953, l’Eldorado Brougham est la version de série (en fait assemblée à la main en édition limitée) d’un « dream car » présenté deux années auparavant ; l'Eldorado Brougham qui sera suivi l'année suivante par un nouveau « dream car » nommé Eldorado Brougham Town Car. C’est aussi la réponse de GM à la Continental Mk II de Ford produite en 1955 et 1956. Comme elle, l’Eldorado Brougham est la plus chère voiture américaine de série de son époque, avec un prix fixé à 13 074 $ (soit près de 3 fois le prix de la moins chère des Cadillac proposée à 4 609 $). La construction est limitée à 400 exemplaires.
Dessinée par Ed Glowacke, l’Eldorado Brougham, comme la Sedan DeVille de l'année précédente comporte le toit « hard top » sans pilier de séparation entre les portières avant et arrière. Les portières s’ouvrent de façon antagoniste, le toit est fabriqué en aluminium brossé, et la face avant présente des phares doubles ; la GM use d’ailleurs de son influence pour faire infléchir les législations des états qui n’autorisent pas alors ce système d’éclairage. Elle dispose d’un équipement hors norme, comme le régulateur de vitesse (cruise control), le système automatique de passage des phares en code à l'approche d'un véhicule en face (autronic eye), l’antenne de radio électrique, le réglage électrique des sièges avec mise en mémoire de différents réglages, les pare-soleil polarisés, le système d’air conditionné à deux zones, le frein de parking se relâchant automatiquement au démarrage, les vitres et déflecteurs électriques, l’ouverture et la fermeture automatique du coffre, la fermeture des portières électrique. L’agrément des passagers n’est pas oublié avec un distributeur de cigarettes, un service de 6 gobelets en métal aimanté, et un nécessaire de maquillage pour dames avec poudre, rouge à lèvres et parfum Arpège. L’acheteur peut choisir entre 44 combinaisons de sellerie intérieure en cuir et de moquettes en peau de mouton ou laine façon agneau frisé nommé karakul.

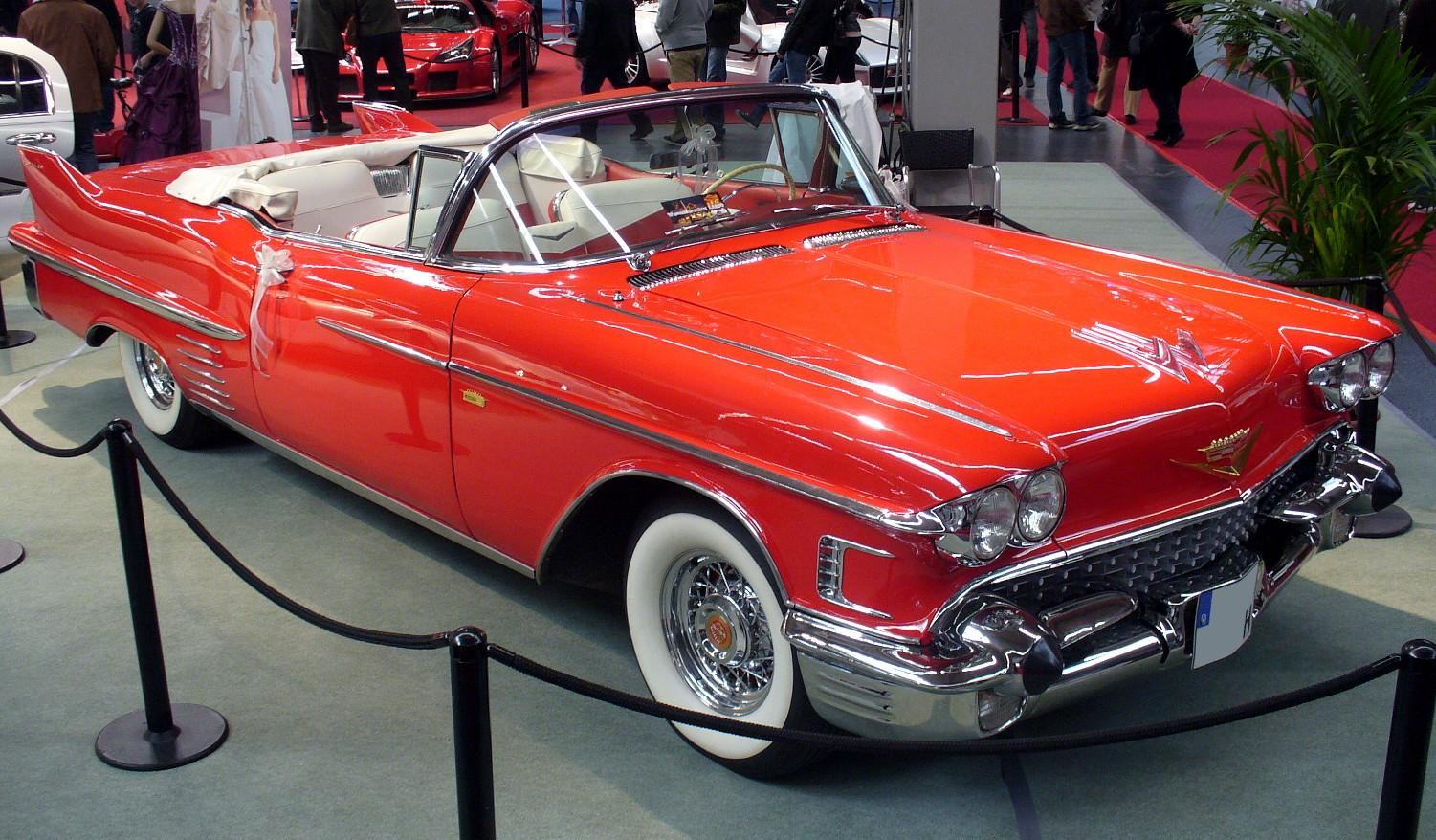
Cadillac Eldorado Biarritz, 1958

Le moteur est équipé de carburateurs à quatre corps et d’un système de refroidissement sous haute pression. Les roues sont en aluminium. La suspension est pneumatique. Toutefois, ce système connaît un nombre de pannes important et laisse bon nombre d’acheteurs découvrir leur voiture avec la carrosserie posée sur le sol, l’air s’étant totalement échappé du système. Très rapidement, Cadillac propose de remplacer le système par des suspensions classiques à ressorts et très peu d’Eldorado Brougham subsistent de nos jours avec leur suspension à air d’origine.

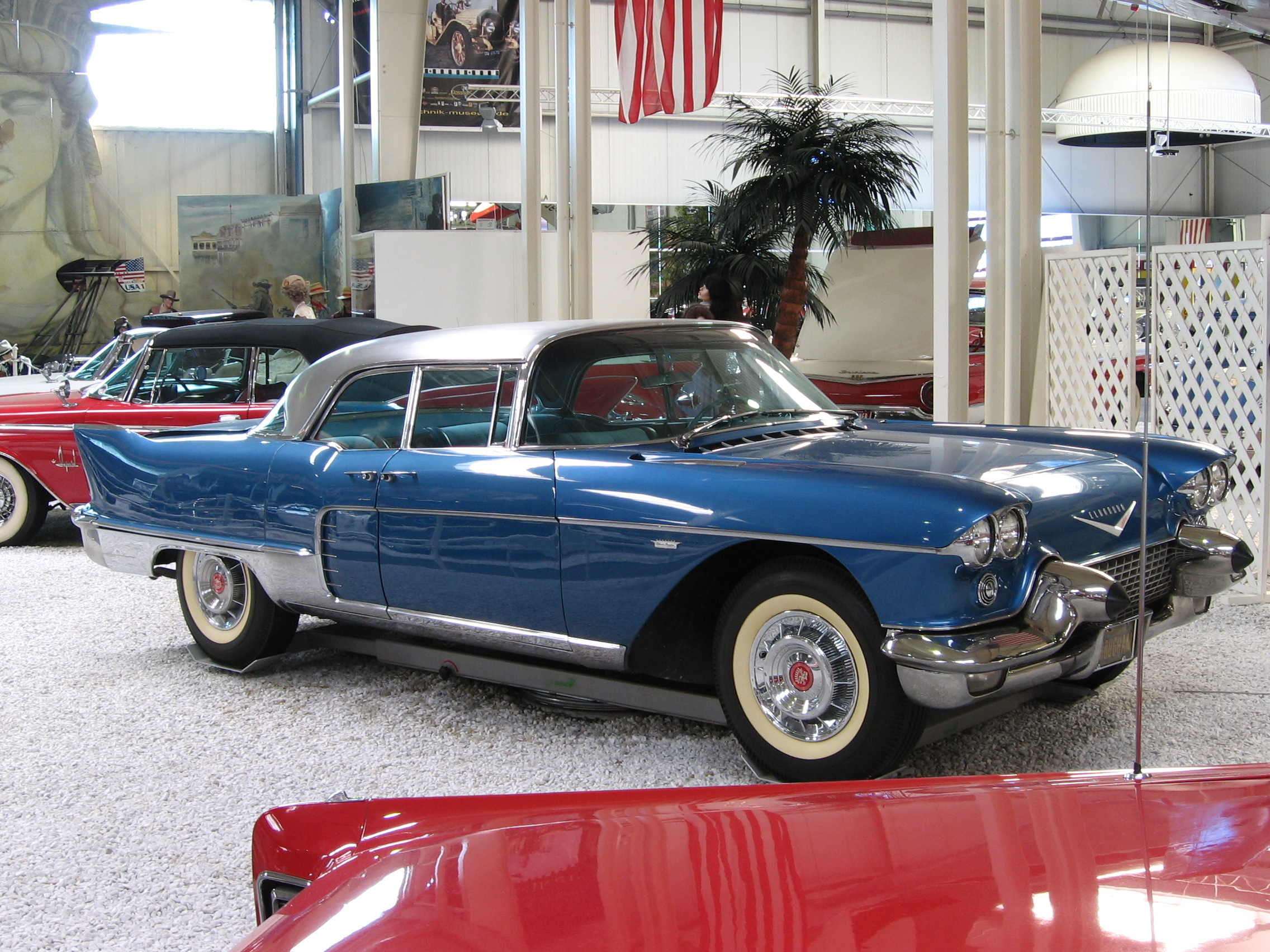
Cadillac Eldorado Brougham, 1958

### 1958
Pour 1958, le moteur de l’Eldorado Brougham se voit alimenté par trois carburateurs à double corps. Son tarif ne change pas et elle est produite à 304 exemplaires ; GM reconnaîtra plus tard avoir perdu de l’argent sur chacune des Eldorado Brougham produites. Les modèles Eldorado Seville et Eldorado Biarritz de 1958 sont les versions à phares doubles des modèles de 1957. Ils reçoivent dix fines baguettes verticales en avant des ailes arrière et leur pare-chocs arrière se prolonge jusqu’au passage de roue. La puissance du moteur monte à 355 ch. Ils sont tarifées à 7 500 $ ; le coupé est produit en 855 exemplaires et le cabriolet en 815 exemplaires.
Cinq cabriolets sont construits avec des équipements spécifiques dont une capote à fermeture automatique actionnée par un capteur détectant la pluie et qui se replie sous un couvre tonneau métallique, quatre sièges baquet et une sellerie cuir recouvrant le tunnel de transmission. La forte baisse des ventes (-59 % pour la Séville, - 55 % pour la Biarritz) correspond à la crise qui affecte le marché automobile américain en 1958. Cadillac voit ainsi ses ventes totales reculer de 18 % en 1958 (125 501 unités contre 153 236 en 1957).

### Eldorado Brougham de 1957-58 - fabriqué à la main
Annoncé en décembre 1956 et sorti aux alentours de mars 1957, la "Series 70 Eldorado Brougham" était un véhicule ultra-luxueux à quatre portes construit à la main, dérivé des concept car Park Avenue et Orleans de 1953-1954. Conçu par Ed Glowacke, il a présenté la première apparition de phares quadruples et une garniture totalement unique. Comme la Lincoln Continental de quatrième génération de 1961, elle avait des portes arrière à charnières arrière (portes suicide); contrairement au Continental, la Brougham était un véritable toit rigide sans pilier, car les portes s'accrochaient à un pilier qui ne dépassait pas la ceinture de caisse
Elle coûtait 13 074 $, soit le double de tout autre Eldorado de 1957 et plus que les concurrents Rolls-Royce Silver Cloud et Continental Mark II. Les ventes étaient de 400 en 1957 et 304 en 1958. 1958 a été la dernière année pour la production nationale de la Brougham fabriqué à la main à l'usine Cadillac à Detroit, alors que la fabrication future des carrosseries spéciales a été transférée à Pininfarina de Turin, en Italie. La voiture était dotée d'un toit garni d'une suspension pneumatique en acier inoxydable brossé et à nivellement automatique. L'ornementation extérieure comprenait de larges panneaux de beauté inférieurs arrière polis s'étendant le long des bas de caisse et une "anse" de carrosserie sculptée de façon rectangulaire, mise en valeur par cinq fentes horizontales sur les portes arrière. Les traitements de coiffage des ailerons ont suivi le modèle Eldorado. Il disposait également des premiers sièges à réglage électrique automatique à «deux positions», un V8 double à quatre barils, des pneus à profil bas avec des parois blanches minces, un ouvre-coffre automatique, un régulateur de vitesse, un système de refroidissement à haute pression, des pare-soleil polarisés , antenne électrique, frein de stationnement à desserrage automatique, serrures électriques et double chauffage. Les autres caractéristiques uniques comprenaient un démarreur automatique avec fonction de redémarrage, l'Autronic Eye, une horloge électrique à tambour, des vitres électriques, des roues en aluminium forgé et la climatisation, six gobelets à boisson magnétiques argentés et enfin, un étui à cigarettes en cuir Evans et un kit de vanité contenant un porte-rouge à lèvres, bouffée de poudre pour dames avec poudre, peigne, miroir biseauté, porte-monnaie, cahier en cuir assorti, crayon mécanique en or, atomiseur rempli de parfum Arpege Extrait De Lanvin. Les acheteurs de Brougham avaient le choix entre 44 combinaisons intérieures et garnitures en cuir complet et pouvaient sélectionner des articles tels que les tapis Mouton, Karakul ou en peau d'agneau.
Il y a eu de graves difficultés avec la suspension pneumatique, ce qui s'est avéré gênant dans la pratique. Certains propriétaires ont trouvé moins cher à remplacer par des ressorts hélicoïdaux conventionnels.
L'Eldorado Brougham de 1957 a rejoint la Sixty Special et la Series 75 en tant que seuls modèles Cadillac à carrosserie Fleetwood, bien que les scripts ou les emblèmes Fleetwood n'apparaissent nulle part à l'extérieur de la voiture,, ce qui marquera donc également la première fois en 20 ans qu'une voiture à carrosserie Fleetwood a été jumelée avec le nom de Brougham,,.
L'Eldorado Brougham de 1957-58 a également marqué le retour de la Cadillac Series 70, ne serait-ce que brièvement.
Un autoradio à recherche de signaux tout transistor a été produit par Delco radio de GM et était d'abord disponible pour les modèles Eldorado Brougham de 1957, qui était un équipement standard et utilisait 13 transistors dans ses circuits,,,.
L'Eldorado Brougham a subi des changements mineurs pour 1958. Les panneaux de portes intérieurs supérieures ont été finis en cuir au lieu de la finition en métal utilisée en 1957. De nouveaux enjoliveurs sont également apparus. Quarante-quatre combinaisons de garnitures étaient disponibles, ainsi que 15 couleurs de peinture monotones spéciales.

## Quatrième génération (1959-1960)

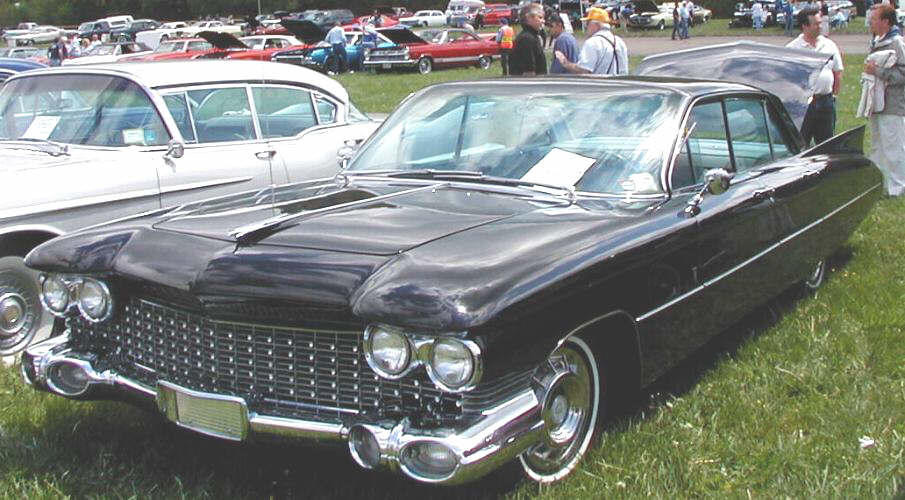
Une Eldorado Brougham de 1959

### 1959
Les modèles de 1959 sont entièrement nouveaux, avec une carrosserie entièrement redessinée qui se caractérise par ses immenses ailerons qui comprennent les feux arrière logés dans des nacelles en forme de fusée, son pare-brise panoramique aux montants à double incurvation et une calandre dédoublée, séparée par une barre centrale. Sous le capot, le V8 a désormais une cylindrée de 6,4 litres et il développe 345 ch. Le châssis est légèrement modifié avec un empattement porté à 3,30 m. La Series 62 est subdivisée en trois sous-séries, les Eldorado constituant la Series 64 et l’Eldorado Brougham la Series 69.
Les Eldorado Séville et Eldorado Biarritz se distinguent des autres modèles Cadillac par une baguette latérale chromée qui part du montant du pare-brise, suit le haut de la ligne de caisse jusqu’à l’extrémité arrière pour revenir à l’avant en suivant le bas de caisse. L’équipement de série comprend la condamnation des portes électrique, les déflecteurs de vitres électriques, les sièges réglables électriquement dans six directions et la suspension pneumatique. Les deux modèles sont vendus 7 401 $ ; le coupé est produit en 975 exemplaires et le cabriolet en 1 320.
L’Eldorado Brougham se distingue par sa carrosserie unique, aux lignes plus tendues et aux ailerons sans feux (ces derniers étant situés dans un logement chromé au bout des ailes arrière). La carrosserie est toujours celle d’une berline hard-top, mais les portières s’ouvrent désormais toutes dans le même sens. La carrosserie est fabriquée chez Pininfarina en Italie et cette fabrication nécessite la mise en place de la plus longue ligne d’assemblage au monde, entre Detroit et Turin. Les châssis sont assemblés à Detroit, envoyés à Turin, via une traversée des mers en bateau, pour recevoir la carrosserie, et les voitures reviennent à Detroit pour recevoir leur finition. La qualité finale des voitures est inférieure à celle des Eldorado Brougham précédentes, mais l’intérêt de cette opération est de donner à la voiture un cachet « européen », à une époque où les berlines Mercedes ou Jaguar rencontrent un succès de plus en plus important. Vendue à 13 075 $, l’Eldorado Brougham est produite en 99 exemplaires.

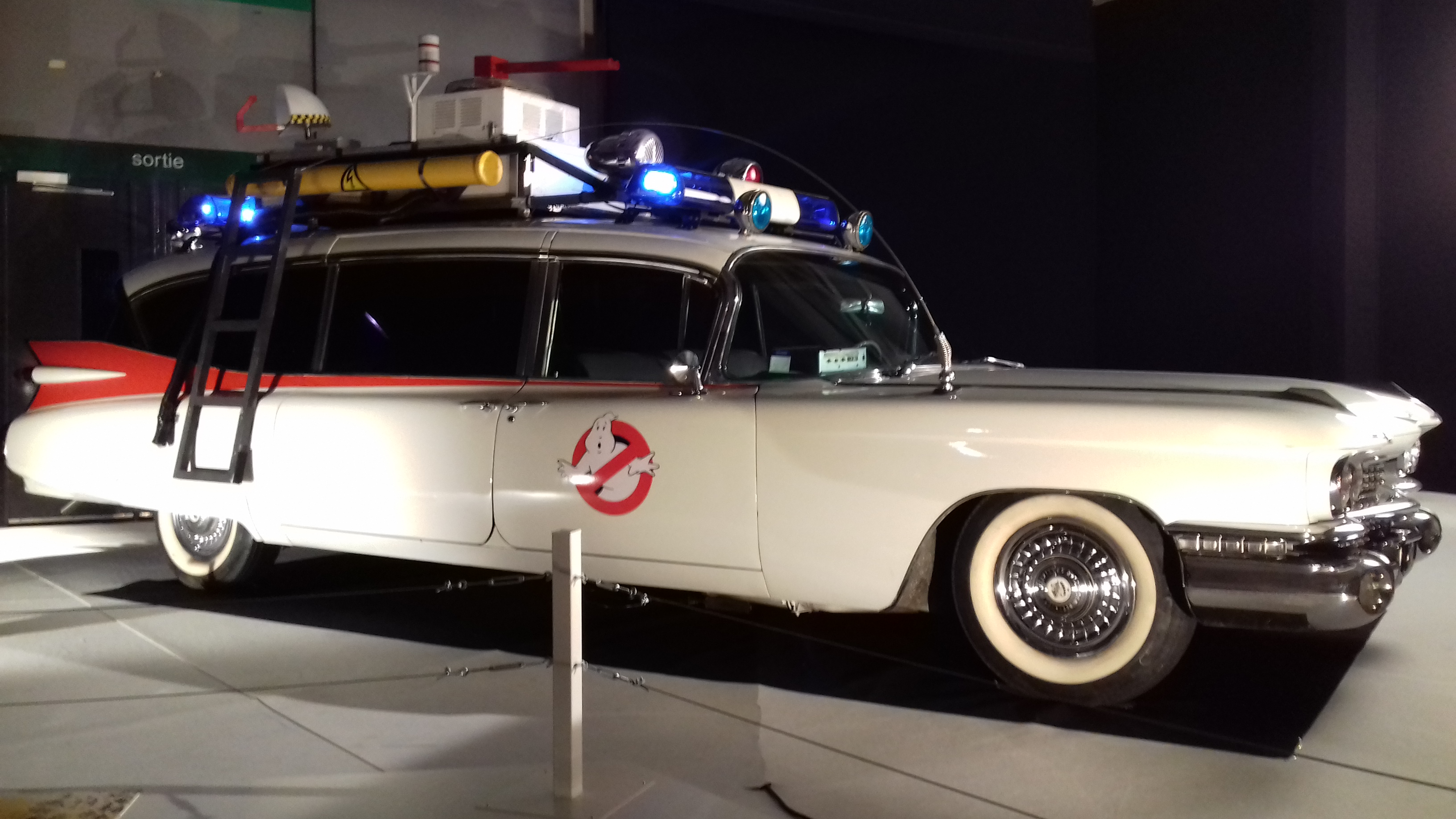
Cadillac Eldorado "Ectomobile" dans le film "SOS Fantômes"

Une version  rare d'Eldorado 1959 est très célèbre: elle apparait sous le nom "Ecto 1" dans le film SOS Fantômes de 1984.
Cette Ectomobile  est en fait une Eldorado  transformée en ambulance par la division  Miller-Meteor (Piqa, Ohio) du groupe américain Wayne Works,

### 1960
Les modèles de 1960 reprennent le style général de l’Eldorado Brougham de 1959, en adoptant des ailerons et des feux arrière similaires. Le dessin de la calandre est épuré et la taille des gardes de pare-chocs est réduite. Le frein de stationnement (au pied) se relâche dès que le levier de vitesse est placé en position « Drive », grâce à un système à dépression. Les Eldorado Séville et Eldorado Biarritz se reconnaissent par l’inscription « ELDORADO » posée sur les ailes avant, derrière les phares. L’équipement incorpore l’ouverture du coffre à distance tandis que sa fermeture est assistée par un moteur électrique. Les tarifs ne changent pas ; l’Eldorado Séville est produite en 1 075 exemplaires, l’Eldorado Biarritz en 1 285. L’Eldorado Brougham ne change pas ; elle est produite en 101 exemplaires.

### Eldorado Brougham de 1959-60 - fabriqué en Italie
Pour 1959 et 1960, l'Eldorado Brougham a été mis à jour selon le même thème que le reste de la gamme de modèles Cadillac - plus long, plus bas et plus large. Contrairement aux petites Cadillac, la Brougham comportait des feux arrière discrets et étroits intégrés dans des ailerons arrière modestes et une ligne de toit arrière angulaire avec des ventiplanes arrière qui contrastaient fortement avec les lignes de toit arrondies et les doubles feux arrière et ailerons hauts quelque peu baroques des modèles standard de 1959. Les pare-chocs avant et arrière étaient partagés avec les Cadillac standard.
Bien que conçue en interne, la construction de la carrosserie a été confiée à Pininfarina, en Italie, avec qui Cadillac avait une relation de longue date; cet arrangement était logique pour un modèle unique à faible production. Alors que les Eldorado Brougham étaient les seules Cadillac à présenter le cachet d'une carrosserie italienne fabriquée à la main, la qualité n'était pas tout à fait à la hauteur des Brougham construites à Detroit de 1957-1958 ou des normes de production actuelles.
Au prix de 13 075 $, les Brougham coûtaient 1 $ de plus que la fratrie plus âgée et ne se vendaient pas aussi bien que leurs ancêtres.
Ironiquement, ce n'est que maintenant que la Brougham a acquis les disques de roue Fleetwood et les moulures de seuil de porte, probablement parce que le travail de conception et les touches finales étaient toujours effectués par Fleetwood.
Un médaillon de crête verticale avec une plaque d'écriture Brougham est apparu sur les ailes avant et une seule moulure mince a allant de l'avant vers l'arrière le long des côtés de la carrosserie. La Brougham n'avait pas de lettres Eldorado ni de garniture de surbrillance de bord de carrosserie spécifique à l'Eldorado. Les indices de style de la Brougham prouveraient où le style des Cadillac standard se dirigerait de 1960 jusqu'au milieu des années 1960. La liste des équipements standard a été réduite pour correspondre à celle des autres Eldorados, plus le régulateur de vitesse, l'Autronic Eye, la climatisation et le verre E-Z Eye.
L'Eldorado Brougham a été déplacé de la Series 70 vers sa propre et unique Series 6900 pour les deux dernières années.

## Cinquième génération (1961-1962)

### 1961
Pour 1961, Cadillac ne conserve plus qu’un seul modèle Eldorado ; le cabriolet, qui conserve l’appellation de « Eldorado Biarritz ». Comme pour les autres modèles de 1961, la carrosserie est entièrement nouvelle et retrouve un style moins exubérant, réalisé sous la direction de Chuck Jordan. Longue de 5,60 m, elle se caractérise par l’apparition d’ailerons inférieurs qui partent en ligne horizontale du passage de roue avant jusqu’au pare-chocs arrière (les dessinateurs les appellent ‘skegs’ ; ils sont apparus sur le prototype Cyclone de 1959). Les ailerons supérieurs sont réduits et adoptent le style de ceux de la défunte Eldorado Brougham, en se terminant par des petits feux. La calandre est plus fine, moins chargée et elle englobe les doubles phares. Le pare-brise n’est plus panoramique. Les feux arrière sont placés à l’horizontale. La voiture se distingue par l’inscription « Biarritz » en lettres cursives placée sur les ailes avant, juste derrière les phares avant. Côté châssis, l’empattement est légèrement réduit, à 3,29 m, et le moteur est toujours le 6,4 litres de 345 ch. Au niveau de l’équipement, l’acheteur peut choisir de remplacer la banquette avant par deux sièges « baquets », c'est-à-dire séparés et légèrement enveloppant. La sellerie est réalisée en cuir « ostrich grain » (le grain ressemble à de la peau d'autruche) disponible en huit teintes (blanc, noir, bleu, bois de santal, topaze, jade, mauve et rouge).
L’Eldorado est proposée à 6 477 $ et elle est produite à 1 450 exemplaires.

### 1962
La voiture subit quelques modifications cosmétiques pour 1962. Le pare-chocs avant se prolonge jusqu’au passage de roue et reçoit des clignotants carrés, les feux arrière retrouvent une position verticale, et la calandre est équipée d’une barre centrale horizontale et de barres verticales plus épaisses ; elle est rehaussée par l’inscription 'Cadillac' en lettres cursives du côté inférieur gauche. L’inscription « Biarritz » disparaît des ailes avant, cependant que l'on trouve l'appellation « ELDORADO » à l'arrière, en lettres capitales, au bord et au centre du coffre. Deux fines baguettes chromées, séparées par un espace peint, soulignent le dessin de la ligne de caisse en s’étirant de l’avant de la portière jusqu’au bas des feux arrière. Les sièges avant « baquets » sont offerts à nouveau. À la sellerie en cuir (blanc, noir, bleu, bois de santal, brun, bruyère et rouge) s'en ajoute une 'mixte' en cuir noir pour les entourages et tissus en damiers noir et blanc por les placets et dossiers.
Au niveau mécanique, le châssis est équipé d’un double circuit de freinage. Le tarif augmente à 6 610 $, mais la production reste stable à 1 450 exemplaires.

## Sixième génération (1963-1964)

### 1963
Le modèle de 1963 adopte une nouvelle carrosserie, plus longue (5,66 m) sur le même châssis de 3,29 m d’empattement. Le nouveau dessin (toujours réalisé sous la direction de Chuck Jordan) se caractérise par ses flancs de carrosserie lisses, sans ‘skegs’, ses ailes avant allongées et ses montants de pare-brise droits. La hauteur des ailerons diminue encore. La calandre s’étend jusque sous les phares, avec une pointe en avant encore plus prononcée. L’arrière reçoit une grille qui rappelle la celle de la calandre avant. Un blason Cadillac entouré d’une couronne de lauriers chromée est posé à l’arrière de l’aile arrière et l’inscription « ELDORADO » en lettres capitales est posée sur le côté droit du bord du coffre, ainsi qu’en bas des ailes avant derrière le passage de roue. C’est sous le capot qu’apparaît la vraie nouveauté de l’année avec le nouveau moteur V8 qui vient remplacer le moteur précédent dont les origines remontaient à 1949. Affichant la même cylindrée de 6,4 litres, il est plus léger de 23 kg grâce à un vilebrequin moins lourd et plus robuste. L’appellation Biarritz n’est pas reconduite. La Cadillac Eldorado est affichée à 6 609 $ ; sa production est de 1 825 exemplaires.

### 1964
Un léger restylage est effectué pour 1964. La calandre est désormais scindée en deux par une large barre horizontale peinte dans la teinte de la carrosserie, et la grille déborde sur les côtés jusqu’aux passages de roue. Les ailerons diminuent encore. Le blason Cadillac entouré de sa couronne de lauriers chromée se retrouve également au centre du bord du coffre d'où disparaît, côté droit, l'inscription « ELDORADO ». Les cache-roue à l'arrière sont supprimés. Le moteur V8 est réalésé à 7 litres et il développe 340 ch à 3 600 tr/min. Il est accouplé à une nouvelle boîte de vitesses automatique Turbo Hydramatic qui permet d’avancer tout le groupe motopropulseur de 15 cm, ce qui permet d’augmenter d’autant l’habitabilité de l’habitacle. Ainsi motorisée, la Cadillac peut accélérer de 0 à 100 km/h en 10 secondes et atteindre une vitesse maximale de 198 km/h.
L’Eldorado de 1964 est offerte pour 6 630 $. Elle est produite en 1 870 exemplaires.

## Septième génération (1965-1966)
Stanley Parker succède à Chuck Jordan à la direction du style de Cadillac. Il demande à Wayne Kady de procéder à un nouveau restylage pour 1965. Les transformations changent totalement l’avant de la voiture avec une implantation verticale des doubles phares, et encore plus l’arrière avec la suppression des ailerons. La calandre, encore plus pointue, est en une seule pièce. Les ailes sont encore allongées. L’arrière est entièrement redessiné ; les ailes adoptent un dessin rectiligne que termine des feux verticaux affinés aux bords supérieurs et inférieurs en biseau. En revanche, la ligne du coffre suit un mouvement légèrement en pente par rapport aux ailes avant de retomber brusquement sur la grille arrière ; cela donne l’impression visuelle d’un reliquat d’ailerons. Au niveau mécanique, la boîte de vitesses Turbo Hydra Matic « Dual Driving Range » dispose de deux gammes de rapport. Le châssis est également nouveau ; il dispose d’une structure périmétrique à rails latéraux. Seul cabriolet de la marque, l’Eldorado est désormais fabriquée dans l'usine Fleetwood (les modèles précédents recevaient des carrosseries Fisher). Pour 1965, l'Eldorado a obtenu la désignation Fleetwood de Cadillac, commercialisé sous le nom d'Eldorado Fleetwood, de la même manière que la Cadillac Series 75 Fleetwood et la Cadillac Sixty Special Fleetwood. Elle est tarifiée 6 754 $ et elle est produite en 2 125 exemplaires.
Le dessin est reconduit avec quelques modifications en 1966. La calandre reçoit une division centrale plus épaisse et ses ouvertures rectangulaires sont plus grandes. Le pourtour des phares n’est plus chromé. Les prolongements latéraux de la calandre font place à de simples motifs chromés rectangulaires. Le dessin des feux arrière est adouci. Mécaniquement, les évolutions concernent la direction mieux démultipliée avec 2,4 tours de volant de butée à butée au lieu de 3,6 précédemment, et de nouvelles suspensions. Le prix de la Fleetwood Eldorado est abaissé à 6 631 $. La production est de 2 250 exemplaires.

## Huitième génération (1967-1970)
Depuis l’apparition de l’Eldorado en 1953, et à l’exception des modèles de 1957 et de 1958 ainsi que de l’Eldorado Brougham de 1959 et de 1960, les Eldorado sont davantage restées des versions à la finition particulière des cabriolets et coupés hard-top de la Série 62. Au début des années 1960, l’idée d’une Cadillac à l’allure unique, sportive et personnelle fait son chemin. Sous la conduite de Bill Mitchell, le responsable du style de la GM, et de Chuck Jordan puis de Stanley Parker, les responsables du style de Cadillac, les dessinateurs travaillent sur un projet de renaissance d’un modèle à moteur V16, avant de passer à un projet de voiture à traction avant, basé sur une plateforme commune à Cadillac et à Oldsmobile.
C’est ainsi que la nouvelle Eldorado, lancée en septembre 1966, ne doit plus rien aux autres modèles de la marque, à l’exception de son moteur V8 de 7 litres et 340 ch, et elle marque l’histoire de la firme en devenant la première Cadillac à traction avant. Sa fabrication nécessite d’ailleurs une chaîne de montage spécifique dans l’usine de Clark Street, à Detroit. Réalisée sur un empattement de 3,05 m (le plus court sur une Cadillac depuis 1913 !), la carrosserie de 5,60 m de long de cette nouvelle Eldorado affiche des lignes aiguisées, superbes de rigueur et de proportions malgré des porte-à-faux démesurés et des volumes massifs. Les phares avant sont dissimulés par une trappe intégrée dans la grille de calandre, les pare-chocs ne débordent pas sur les côtés, un bas de caisse en aluminium brossé court sous la carrosserie et fait le lien entre l’avant et l’arrière, les vitres n’ont plus de déflecteurs et les roues reçoivent de magnifiques enjoliveurs à sept prises d’air. Le blason Cadillac entouré de sa couronne de lauriers trône au milieu du capot ainsi que sur les montants de custode, l’inscription « ELDORADO » en lettres capitales est discrètement placée derrière le passage de roue avant.
Elle reçoit la base technique de sa sœur aînée Oldsmobile Toronado introduite en 1966, avec la traction avant, les suspensions avant par barres de torsion et bras triangulés, et les freins à disque. La suspension arrière est confiée à des ressorts semi-elliptiques et quatre amortisseurs : deux horizontaux et deux verticaux. La voiture dispose d’un correcteur d’assiette. Bien que plus courte et plus basse que les autres Cadillac, l’Eldorado peut accueillir six passagers, l’habitacle n’étant plus traversé par un tunnel de transmission. Malgré son prix de 6 277 $, la Cadillac Fleetwood Eldorado est un véritable succès commercial ; la production atteint 17 930 exemplaires.
L’Eldorado reçoit des retouches limitées pour 1968. Les plus visibles sont les clignotants sur les bords d’attaque des ailes avant, le capot allongé à l’arrière pour recouvrir les essuie-glaces et les petits feux ronds à l’arrière de l’aile arrière. Les feux arrière sont plus grands
Le moteur, retravaillé pour respecter les normes anti-pollution, est réalésé à 7,7 litres et il développe 375 ch. Le tarif passe à 6 605 $, et la production augmente à 24528 exemplaires.
Le style évolue encore légèrement pour 1969, la principale évolution étant que les phares avant ne sont plus rétractables. La calandre est redessinée avec une grille plus fine. Les roues reçoivent de nouveaux enjoliveurs, plus simples. À l’intérieur, la loi américaine impose l’installation d’appuie-tête sur les sièges avant. La production est transférée de Fleetwood chez Fisher, dans l’usine d’Euclid (Ohio). L’Eldorado coûte maintenant 6 711 $, et sa production baisse légèrement à 23 333 exemplaires.
En 1970, l'Eldorado présentait le nouveau V8 qui est portée à 8,2 litres (500 c.i.) et la puissance atteint 400 ch, pour un couple de 77 mkg. Il s’agit du plus gros moteur de série jamais fabriqué, et resterait exclusif à l'Eldorado jusqu'à ce qu'il devienne le moteur standard sur toutes les Cadillac full-size pour les années modèles 1975-76. Un toit ouvrant électrique était une option nouvellement disponible pour 1970. Le style évolue peu. La calandre, plus étroite, est clairement séparée des phares avant, et les feux arrière sont affinés. Les changements de style pour 1970 comprenaient un capot plus long, une nouvelle calandre avec notification "8,2 litres" et de nouveaux cadres de feux arrière avec des lentilles minces. L’antenne radio est désormais intégrée au pare-brise. Affichée à 6 903 $, l’Eldorado est produite à 28 842 exemplaires.

## Neuvième génération (1971-1978)
Dès le début de 1968, les premières études d’une nouvelle Eldorado à traction avant sont lancées. Elles reprennent en grande partie les lignes des études des modèles V16 du début des années 1960, et sous la direction de Wayne Kady, les dessinateurs finalisent un grand coupé personnel aux lignes tranchantes et plus massives que l’Eldorado lancée en 1967. La nouvelle Cadillac Fleetwood Eldorado est lancée en 1971.
Le style de la face avant du modèle précédent est repris avec des phares ronds placés dans des logements carrés, une calandre rectangulaire et des gardes de pare-chocs verticaux. Réminiscences de l’Eldorado de 1953, une prise d’air chromée verticale factice habille l’aile arrière, juste après la portière, et la roue arrière est cachée par une jupe d‘aile. Le traitement du pavillon redevient plus conventionnel ; la vitre de custode verticale se détache nettement de la vitre de portière, et le toit est recouvert de vinyle. Une baguette chromée parcours le flanc de la voiture, du passage de roue avant au bout de la portière ; l'inscription « ELDORADO » est placée juste en dessous sur l’aile avant. Le blason Cadillac entouré de sa couronne de laurier trône fièrement au bout du capot. L’arrière arbore un aspect très travaillé, avec les ailes nettement séparées de la ligne du coffre. Établie sur un empattement de 3,21 m, soit 16 cm de plus que sa devancière, la nouvelle Eldorado apparaît plus longue, bien que la longueur soit identique à 5,70 m. Elle mesure 2,03 m de large et 1,38 m de haut. Elle pèse 2 120 kg. Le moteur est le V8 de 8,2 litres qui développe 365 ch. Elle partage sa plateforme (type E) avec l’Oldsmobile Toronado et la Buick Riviera. Comme en 1960, l’Eldorado est disponible en deux carrosserie, un coupé et un cabriolet simplement baptisée Fleetwood Eldorado Convertible. Ce dernier peut être équipé en option d’un couvre capote rigide qui permet d’abaisser la hauteur de la capote repliée comme sur l’Eldorado de 1953. Fixé à 7 383 $ en coupé et à 7 751 $ en cabriolet, le prix de la Fleetwood Eldorado de 1971 correspond à celui de l’Eldorado de 1953, mais l’inflation a joué. Malgré une grève qui paralyse les usines de Detroit et de Linden (New Jersey) où elle est fabriquée, la Cadillac Fleetwood Eldorado est produite en 20 568 coupés et en 6 800 cabriolets.

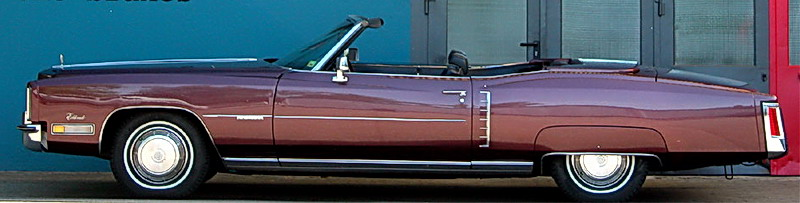
Cadillac Fleetwood Eldorado Convertible, 1972.

Le modèle de 1972 reçoit un léger restylage. Les modifications concernent la grille de calandre, qui reçoit des barres verticales plus marquées avec l’inscription Cadillac en lettres cursives sur le côté gauche, et le déplacement de l’inscription Eldorado qui devient cursive et qui est placée au-dessus des feux de rappel latéraux, à l’avant de l’aile avant. Un cabriolet noir sable est choisi pour être remis en cadeau à Léonid Brejnev lors de la visite du président Richard Nixon en Union des républiques socialistes soviétiques cette année-là. La puissance du V8 de 8,2 litres chute à 238 ch en raison des nouvelles normes fédérales antipollution d’une part et du changement dans le calcul de la puissance nette d'autre part. Les roues arrière peuvent être équipées en option d’un système anti-blocage de freins. La masse continue de croître, à 2 123 kg pour le coupé et 2 164 kg pour la cabriolet, ainsi que le tarif, 7 230 $ pour le coupé et 7 546 $ pour le cabriolet. La production  s’élève à 32 099 coupés et 7 975 cabriolets.
La voiture subit son premier grand restylage en 1973, avec un nouveau dessin de la calandre, l’apparition des pare-chocs avant et arrière conformes aux nouvelles normes fédérales (résistants aux chocs à 8 km/h à l'avant et à 4 km/h à l'arrière), la mise en place de nouveaux combinés clignotants/veilleuses horizontaux sur le bord d’attaque des ailes avant, et la disparition de la prise d’air factice arrière. Cette suppression permet d’allonger la baguette latérale jusqu’au bout de l’aile arrière, ce qui fait apparaître encore plus longue la voiture. Un feu de sécurité rond est placé au bout de cette baguette et l’inscription cursive ‘Eldorado’ est placée derrière le passage de roue avant. Du fait du nouveau pare-chocs, l’arrière est entièrement redessiné : le coffre reçoit un panneau arrière plat et les feux adoptent une position verticale sur la hauteur du bord de l'aile. La voiture est choisie comme pace car des 57e'500 Miles d'Indianapolis' courues le 28 mai 1973. Une série limitée de 566 cabriolets blanc à intérieur rouge au marquage commémoratif est spécialement réalisée ; 33 d’entre eux sont utilisés pour la semaine de course, et les 533 autres sont répartis entre tous les concessionnaires de la marque pour être vendus aux amateurs. Comme précédemment, le poids des voitures augmente, 2 213 kg pour le coupé et 2 252 kg pour le cabriolet, ainsi que leur tarif, 7 360 $ pour le coupé et 7 681 $ pour le cabriolet. La production s’établit à 42 136 coupés et 9 135 cabriolets.

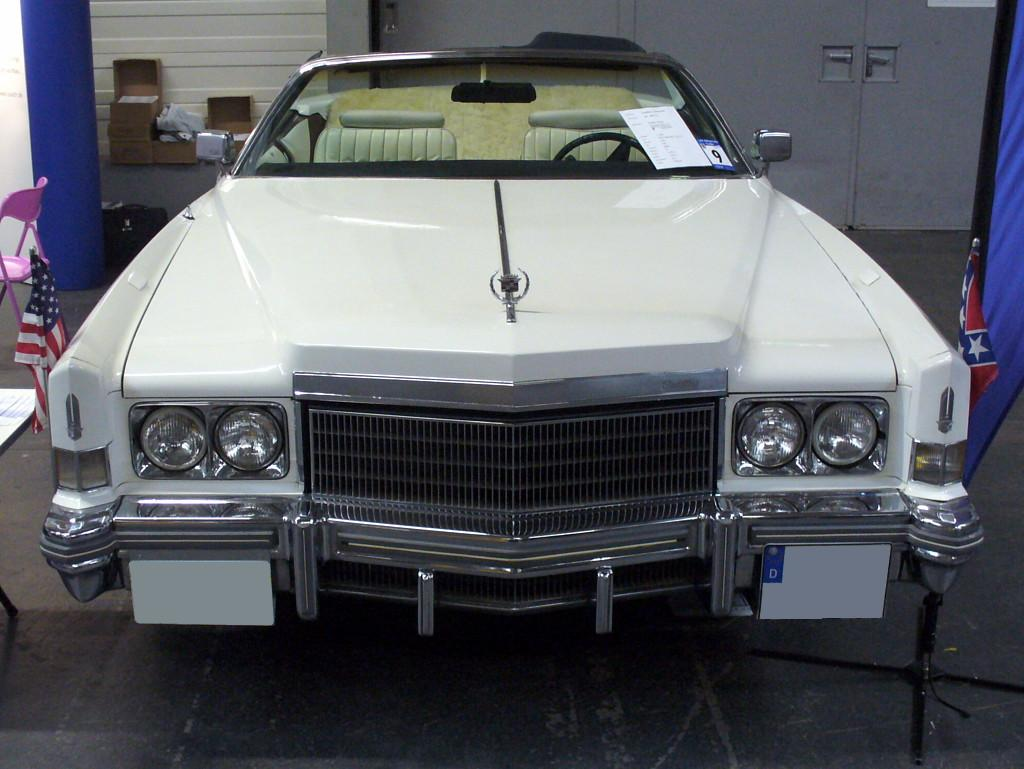
Cadillac Fleetwood Eldorado Convertible, 1974.

Les modèles de 1974 évoluent légèrement à l’extérieur et plus profondément à l’intérieur. L’arrière est à nouveau modifié pour incorporer les nouveaux feux et le nouveau pare-chocs à absorption d’énergie. Le feu rond sur l’aile arrière disparaît. De son côté, l’intérieur est entièrement modifié et adopte le nouveau tableau de bord incurvé commun à toute la gamme Cadillac. En fin d’année, quelques exemplaires reçoivent les premiers coussins gonflables de sécurité (« airbag ») conducteur et passager.
Au niveau mécanique, le moteur de 8,2 litres perd encore quelques chevaux pour en conserver 210, et la suspension arrière reçoit de nouvelles barres stabilisatrices. Pour ne pas changer, la masse des voitures augmente (2 250 kg pour le coupé, 2 277 kg pour le cabriolet) ainsi que leur tarif (9 110 $ pour le coupé, 9 437 $ pour le cabriolet). La production  est en baisse, à 32 812 coupés et 7 600 cabriolets, les effets du premier choc pétrolier se faisant forcément sentir sur ce type de voiture.
Au terme de quatre années de production, l’Eldorado reçoit en 1975 un restylage, dont l’élément le plus caractéristique est le remplacement de la petite vitre de custode par une vitre plus large. La face avant est largement modifiée avec la mise en place de phares rectangulaires, l’installation des feux de position et des clignotants sur le pare-chocs, en dessous des phares, et une calandre au maillage plus serré. Au niveau des ailes arrière, les arches de roues sont agrandies et les jupes d’ailes sont supprimées ; la baguette latérale ne court désormais plus qu’entre les arches de roues avant et arrière. Enfin, le blason Cadillac dans sa couronne de laurier est placé sur le montant de custode. Sous le capot, le V8 de 8,2 litres est réduit à 190 ch SAE net. Le coupé pèse 2 117 kg, le cabriolet 2 344 kg. Le coupé est vendu au prix de 9 935 $, le cabriolet 10 354 $. La production est de 35 802 coupés et de 8 950 cabriolets.

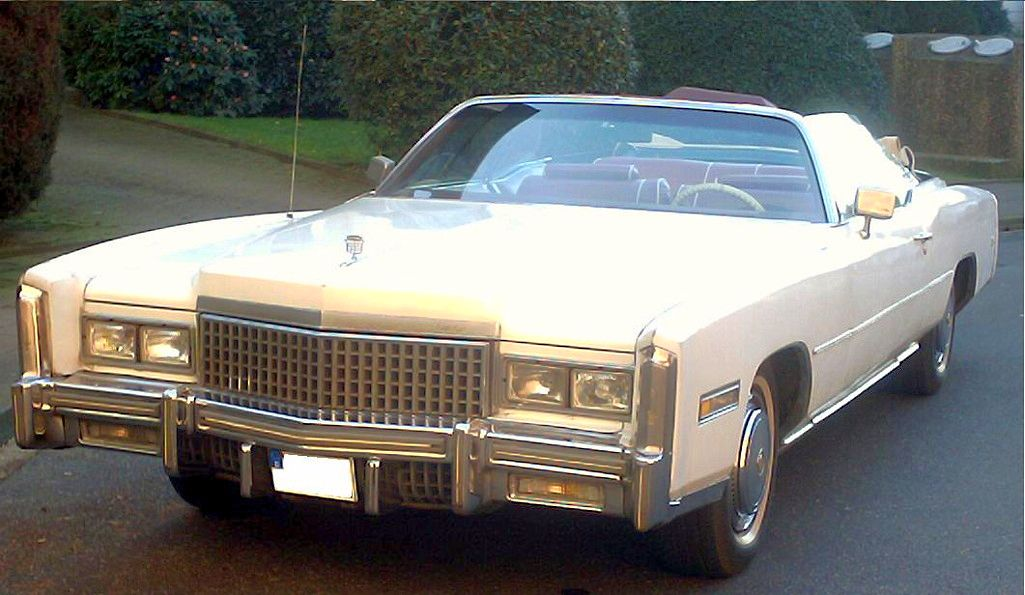
Cadillac Fleetwood Eldorado Convertible, 1976.

Malgré des chiffres de production en progression, la part de marché des cabriolets diminue au fil des ans : si près de 25 % des Cadillac Eldorado de 1971 sont des cabriolets, ils ne sont plus que 20 % en 1975. Et l’Eldorado est la seule Cadillac proposée sous cette forme ; la production de l'Eldorado cabriolet ne représente donc qu’à peine 1 % des ventes de la marque. Cette tendance du marché s’explique par la généralisation d’éléments de confort comme la climatisation et la stéréo, ainsi que par l’augmentation des trajets effectués sur autoroute qui rendent l’utilisation d’un cabriolet moins attrayante. La législation fédérale impose également aux constructeurs que leurs cabriolets résistent à un test de retournement, ce qui nécessite de renforcer fortement l’encadrement du pare-brise et de prévoir des dispositifs de protection pour la tête des passagers comme des arceaux de sécurité fixes ou rétractables, très coûteux à développer. C’est ainsi que les dirigeants de Cadillac décident de ne pas reconduire de cabriolets après 1976 ; la dernière commandes de capotes pour l’Eldorado est effectuée auprès du fournisseur dès 1974.
Cadillac suscite alors l’intérêt des acheteurs en faisant une campagne publicitaire pour signaler que le modèle de 1976 sera « le dernier cabriolet américain » (oubliant de fait la Jeep CJ, même si elle classée dans la catégorie des « trucks »). Les stocks de capote permettent encore de fabriquer 14 000 cabriolets et le dernier d’entre eux tombe de la chaîne le mercredi 21 avril 1976. Cadillac le conserve et le fait immatriculer dans l’État du Michigan avec une plaque commémorant le bicentenaire de la Déclaration d'indépendance des États-Unis et ne comportant que 4 caractères : LAST (dernier) ! Les 200 derniers cabriolets sont réalisés à l’identique, avec une carrosserie blanche comportant des filets bleus et rouges sur les côtés, et un intérieur rouge. Une plaque proclamant qu’il s’agit d’un des 200 derniers cabriolets américains de série est fixée sur le tableau de bord de chacun de ces cabriolets (en 1983, quand la GM réintroduit des cabriolets, certains acheteurs de ces Eldorado de 1976 attaquent la société en justice avec le sentiment de s’être fait avoir … sans succès).
Les Eldorado de 1976 reçoivent quatre freins à disque et quelques modifications cosmétiques : l’inscription Cadillac est posée sur le bord du capot, au-dessus du côté gauche de la calandre, les gardes de pare-chocs sont plus  massifs et le maillage de la calandre est retouché, son sommet étant situé au-dessus de celui des phares. Les vitres de custode du coupé sont traitées en « opera windows », et une finition plus exclusive apparaît sous l’appellation de « Custom Eldorado Biarritz » ; mais cette appellation relancée après douze ans d’absence ne distingue plus un cabriolet.
Pour la première fois depuis 1971, le poids des voitures connaît une légère baisse : le coupé pèse 2 306 kg, le cabriolet 2 337 kg. le V8 de 8,2 litres fait toujours 190 ch ; il peut cependant recevoir l’injection électronique en option, ce qui monte la puissance à 215 ch. En revanche, les tarifs subissent encore une augmentation : le coupé est vendu 10 586 $, le cabriolet 11 049 $. La production est de 35 184 coupés et (forcément) de 14 000 cabriolets.
L’Eldorado de 1977 n’existe donc plus qu’en coupé. Comme d’habitude, la voiture reçoit quelques modifications cosmétiques. De nouveaux feux latéraux rectangulaires sont installés à l’arrière des ailes arrière et le mot ELDORADO est inscrit en lettres capitales au bout du capot, au-dessus de la calandre, qui récupère un maillage à lamelles verticales. La version « Custom Eldorado Biarritz » est reconduite ; elle reçoit des lampes latérales à l’arrière des vitres de custode et sa lunette arrière est « frenchée », c’est-à-dire que son logement est moulé à la carrosserie de façon à obtenir un aspect plus lisse. Le toit est recouvert d’un vinyle imitant une capote de cabriolet … La cure d’amaigrissement se poursuit : la voiture ne pèse plus que 2 248 kg. Le moteur de 8,2 litres fait place à une version dégrossie de 7 litres développant 180 ch à 4 000 tr/min (et 195 ch avec l'injection électronique). Vendue au tarif de 11 187 $, l’Eldorado est produite en 47 344 exemplaires.
Au bout de huit ans de carrière, l’Eldorado tire sa révérence en étant proposée en trois versions : la Fleetwood Eldorado de série, l’Eldorado Custom Biarritz et l’Eldorado Biarritz Classic. Cette dernière est une version encore plus exclusive, avec une peinture deux tons et un intérieur encore plus luxueusement traité. Les Eldorado de 1978 se reconnaissent par leur calandre au grillage épais. Le régime minceur continue ; la voiture revient à 2 225 kg. Pour sa dernière année, l’Eldorado est vendue 12 401 $ ; sa production est de 46 816 exemplaires.

### Eldorado Biarritz
Contrairement aux Cadillac Fleetwood Brougham et DeVille, qui se vantaient toutes les deux de l'opulent Elegance Luxury Package, l'Eldorado n'offrait pas une option de finition similaire. Cela a été corrigé à la fin de l'année modèle 1976 avec le package Biarritz (un dernier nom utilisé pour le cabriolet Eldorado de 1964). La voiture comportait une garniture extérieure unique et la moitié arrière du toit du cabriolet était recouverte d'un toit en vinyle Landau fortement rembourré rehaussé de grands feux "opéra". Des enjoliveurs de couleur carrosserie étaient également présentés. L'intérieur des modèles de 1977-1978 comportait de sièges en cuir de style "capitonné", contrairement à l'intérieur de 1976. Comme pour les autres modèles Cadillac, des couleurs extérieures contrastants sur commande étaient disponibles.
Les forfaits d'options de la Biarritz de 1978 consistaient en l'Eldorado Custom Biarritz (1 865,00 $); avec Astroroof (2 946,00 $); avec toit ouvrant (2 746,00 $) et l'Eldorado Custom Biarritz Classic (2 466,00 $); avec Astroroof (3 547,00 $); avec toit ouvrant (3 347,00 $).
2000 Eldorado Custom Biarritz Classic ont été produits pour 1978 uniquement, en deux tons Arizona beige / demitasse brown comprenant 1 499 sans Astroroofs ni toit ouvrant; 475 avec Astroroofs; 25 avec toit ouvrant et une (1) a été produit avec un toit coulissant à commande électrique. On sait que seulement neuf de ces derniers ont été modernisés par l'American Sunroof Company sous la direction de la division Cadillac Motor Car de General Motors[réf. nécessaire].
L'option Biarritz était disponible sur l'Eldorado jusqu'à l'année modèle 1991 et a été remplacée par l'option "touring coupe" (ETC) pour 1992. Certains des éléments de style originaux de la Biarritz ont disparu après 1985, tels que la toiture en acier inoxydable brossé (1979-1985) et les designs de sièges intérieurs moelleux "rembourrés", mais la Biarritz est resté unique.

## Dixième génération (1979-1985)
La nouvelle Cadillac Eldorado qui apparaît en 1979 surprend par sa taille réduite à 5,18 m et sa masse limité à 1 780 kg, soit 50 cm et 445 kg de moins que le modèle précédent. Elle est issue du programme de réduction des dimensions lancé par Cadillac en 1975 avec la Séville et poursuivi en 1977 avec les DeVille et Fleetwood réduites de 20 cm. Ce modèle a réussi en termes de totaux de production annuels par rapport aux neuvième et onzième générations. L'Eldorado a établi un record de ventes pour le modèle de 1984 avec 77 806 exemplaires (coupé et cabriolet), ce qui représente environ 26% de toutes les Cadillac vendues.
Le dessin de la carrosserie est réalisé sous la direction de Wayne Kady et il devient un véritable classique du style automobile américain des années 1980. Étudié à partir de 1976, il personnifie ce que devait être une Eldorado moderne. Il reprend les grandes lignes des Eldorado depuis 1967 : un long capot, un arrière court, des ailes avant rectilignes surplombant la ligne plongeante du capot et des feux arrière verticaux affinés. Mais le dessin gagne en sobriété et en élégance en raison de ses dimensions réduites. La lunette arrière est quasiment verticale et la vitre de custode latérale vient en prolongement naturel de la vitre de portière dont elle n’est séparée que par un montant très mince, comme en 1967. Le bas de caisse est chromé, de façon à réduire visuellement la hauteur des côtés de la carrosserie. Le dessin de l’intérieur de l’habitacle est réalisé sous la direction de Drew Hare.
La nouvelle Eldorado est établie sur la nouvelle plateforme E, à empattement de 2,89 m, commune aux Oldsmobile Toronado et Buick Riviera, à roues indépendantes et freins à disque. Grâce au dessin compact de sa suspension arrière (à correcteur d'assiette électronique), la voiture dispose d’un habitacle aussi grand que celui du modèle précédent.
Elle partage ses moteurs V8 de 5,7 litres d’origine Oldsmobile avec la Séville. Si le premier est un classique moteur à essence développant 170 ch, le second surprend de la part d’une marque aussi luxueuse ; c’est un moteur diesel développant 120 ch (89 kW). C’est une mise en concurrence directe avec Mercedes. Malheureusement, ce moteur est une simple conversion du moteur essence et les culasses n’ont pas été suffisamment renforcées pour supporter le taux de compression de 22:1. De plus, les conducteurs n’ont pas l’habitude de conduire ce type de moteur et la plupart n’attendent pas l’extinction du voyant de préchauffage pour démarrer. Cadillac doit faire face à de nombreuses demandes de remplacement de joints de culasse, et de moteurs.
Le prix de la nouvelle Eldorado débute à 14 668 $, et la finition «Biarritz» coûte 2 700 $ de plus. Cette dernière se distingue par son toit dont la partie avant est en acier inoxydable, clin d’œil au toit de l’Eldorado Brougham de 1957, et dont la partie arrière est traitée façon landau, c’est-à-dire recouverte d’un vinyle imitant une capote. La production est de 67 436 exemplaires.
En 1980, l’Eldorado reçoit un nouveau maillage de calandre à 17 barres verticales et 6 barres horizontales et de nouvelles roues. Le moteur diesel devient une option et le moteur essence est remplacé par un V8 de 6 litres à injection électronique DEFI (digital fuel injection). L’habitacle reçoit une nouvelle console centrale et un plus grand nombre d’appliques de bois. Le tarif de base est de 16 141 $ et la production est en recul, à 52 685 exemplaires.
En 1981, la calandre reçoit un maillage plus fin et le centre des roues de série est peint en rouge. Le moteur de 6 litres reçoit un système de cylindrée modulable étudié sous la direction de Bob Templin, l’ingénieur en chef de Cadillac : des solénoïdes déconnectent deux ou quatre cylindres en fonction de la charge demandée par l‘accélérateur. Baptisé V8-6-4, ce moteur connaît de nombreuses difficultés de mise au point et de fonctionnement qui laissent en panne beaucoup trop d’acheteurs. Stan Wilen, le responsable du style de Cadillac, explique ainsi son retard à une réunion : « Je conduis une Eldorado à moteur V8-6-4 et chaque jour où je viens au travail je dois faire appel à une dépanneuse pour parcourir les huit derniers kilomètres ! ».
Toujours de façon à réduire la consommation d’essence, Cadillac propose le premier moteur à 6 cylindres de son histoire avec un V6 de 4,1 litres d’origine Buick ; il développe 125 ch. Pour sa part, le moteur diesel est fortement modifié et il ne développe plus que 105 ch (78 kW). Enfin, l’empattement est allongé d'un centimètre, à 2,90 m. Le tarif de base est de 16 492 $ $ et la production remonte, à 60 643 exemplaires.
En 1982, les pare-chocs sont équipés d’une large bande de protection en caoutchouc et la calandre adopte un maillage de barres verticales rehaussé de trois barres horizontales. Le blason Cadillac entouré de sa couronne de laurier est posé sur chacun des feux arrière. La finition « touring coupe » est proposée en milieu d’année ; elle se reconnaît extérieurement par son emblème de capot posé à plat sur le capot et le déchromage partiel de son accastillage. La touring coupe est équipée d’une suspension raffermie et de pneus plus larges montés sur des jantes en alliage léger. Son habitacle reçoit une console centrale et des sièges enveloppants. L’Eldorado peut recevoir l’option « Full Cabriolet Roof » qui consiste en un traitement du toit imitant une capote de cabriolet. Cette fausse capote est disponible en noir, en blanc ou en bleu foncé.
Le moteur V8-6-4 et le V6 Buick sont abandonnés. Ils sont remplacés par une V8 Cadillac de 4,1 litres de 125 ch, le « HT 4100 » (HT signifiant High Technology). Il s’agit d’un moteur dont le bloc est en aluminium et les culasses en fonte ! Développé pour la nouvelle génération de modèles à traction avant, ce moteur est malheureusement trop limité pour une voiture de plus de 1 800 kg et la marque connaît un troisième échec avec un de ses moteurs en moins de 3 ans. L’Eldorado de base est affichée à 18 716 $. La production retombe à 52 018 exemplaires.
En 1983, l’inscription Cadillac est placée sur le côté gauche de la calandre et les jantes en aluminium sont proposées en option sur toutes les Eldorado. Le moteur HT 4100 est retravaillé : il développe 10 % de puissance et de couple en plus. L’Eldorado est équipée d’une chaîne audio très raffinée développée en commun par Delco Electronics et Bose. L’option «Biarritz» représente le tiers des ventes de l’Eldorado. Elle est équipée de roues à rayons et de lampes d’opéra sur le montant de custode. Le prix est de 19 334 $. La production atteint 67 416 exemplaires.
En 1984, les combinés veilleuses/clignotants avant sont en plastique clair et les bas de caisse sont peints dans la couleur de la carrosserie. Une version cabriolet est proposée : il s’agit d’une transformation réalisée par la société American Sunroof Corporation, Inc, et autorisée par la Division Cadillac. La transformation augmente le poids de la voiture de 91 kg. Elle coûte 10 944 $ de plus que le modèle de série. Le coupé Eldorado coûte 20 342 $ et le cabriolet 31 286 $. Les ventes connaissent une évolution importante : le coupé est produit en 74 506 exemplaires, le cabriolet en 3 300 exemplaires.
En 1985, la partie avant des rappels de feux latéraux avant est réalisée en plastique orangé et deux fins catadioptres horizontaux sont placés dans le pare-chocs arrière. La version cabriolet vit sa dernière année de production … mais de façon plus discrète que « le dernier cabriolet » de 1976.
Le coupé Eldorado coûte 20 931 $ et le cabriolet 32 105 $. Le coupé est produit en 74 101 exemplaires (dont 2 463 en finition « commemorative edition »), le cabriolet en 2 300 exemplaires.

## Onzième génération (1986-1991)
Après le deuxième choc pétrolier de 1979-1980 et une étude prospective indiquant un enchérissement du prix de l’essence, les dirigeants de Cadillac demandent le développement de modèles encore plus petits que les Seville et Eldorado qui viennent de sortir. Ce deuxième programme de réduction des dimensions débouche sur les nouvelles DeVille/Fleetwood lancées au printemps 1984 puis sur le duo Seville/Eldorado présenté à l’automne 1985 comme modèles 1986. Les deux voitures sont en effet établies sur la nouvelle plateforme E qu’elles partagent avec l’Oldsmobile Toronado et la Buick Riviera (même si, techniquement, la Seville utilise la plateforme de type K à quatre portières). La nouvelle Eldorado apparaît ainsi comme la version coupé de la berline Seville. Plus que le style, c’est le caractère même de l’Eldorado qui change.
Avec une baisse annuelle des ventes de 72% de 1985 à 1986, il est rare qu'un modèle de voiture ait connu une chute plus abrupte. La production ne représentait qu'environ un quart de ce qu'elle était à peine deux ans plus tôt. Les ventes se sont effondrées par rapport à la dixième génération. Les observateurs ont fait remarquer que cette Eldorado représentait le pire des deux mondes - une Cadillac trop petite pour les clients traditionnels, mais trop moelleuse pour attirer les acheteurs de concurrentes comme la BMW Série 3 et Mercedes-Benz W126.
Sous la direction de Wayne Kady, les dessinateurs font leurs propositions pour la nouvelle Eldorado dès le mois de mars 1981. La difficulté est de maintenir les caractéristiques habituelles de style des Eldorado précédentes ; la portière avant est quasiment collée contre le passage de roue avant, un montant central sépare la vitre de portière et celle de custode et la voiture arbore des lignes trop arrondies. Malgré l’opposition de tous les stylistes, le directeur général de la marque maintient le cap, mais les dessinateurs ont du mal à apposer le nom Eldorado sur l’aile avant de la voiture. Au niveau du moteur, les ingénieurs ne sont pas mieux lotis. Les premières directives exigent un V6 … et des études initiales projettent même un moteur à trois cylindres ! Finalement, les études de marché obligent à réétudier l’installation d’un V8, mais la place disponible étant trop limitée sous le capot, le moteur doit être placé en position transversale.
Établie sur un empattement de 2,75 mètres, la voiture mesure 4,78 m (40 cm de moins que le modèle précédent) de long, 1,82 m de large et 1,37 m de haut. Les phares avant, en composite, sont affleurants ; le coefficient aérodynamique (Cx) est de 0,37. Elle pèse 1 540 kg (soit 260 kg de moins que le modèle précédent) et peut rouler à 180 km/h grâce à son moteur V8 « HT4100 » de 4,1 litres développant 132 ch à 4 200 tr/min. Malgré la réduction de longueur de 15 cm de l’empattement, le volume intérieur de l’habitacle reste le même. L’habitacle voit le levier de sélection de la boîte de vitesses passer sur la console centrale. La nouvelle Eldorado est affichée à 24 251 $. Elle est fabriquée dans la seule usine de Hamtramck. Les ventes s’effondrent de plus des deux tiers avec une production qui n’atteint que 21 342 exemplaires. Les acheteurs boudent cette Eldorado qui ne mesure même pas 200 pouces (5,08 m) de long ; et les gens dans la rue doivent y regarder à deux fois pour s’assurer que c’est bien une Cadillac.
Les coupés de Buick et Oldsmobile utilisaient tous deux le moteur V6 de 3,8 litres de Buick, tandis que Cadillac continuait d'utiliser son exclusif V8 de 4,1 litres. La carrosserie décapotable cédée au roadster Cadillac Allanté. L'Eldorado d'onzième génération avait un prix de base de 24 251 $, soit près de 16% de plus que le modèle de 1985.
Pour 1987, l’Eldorado ne reçoit que des ajustements mineurs de suspension. Le prix est baissé à 23 740 $ et une version "Biarritz" à toit en vinyle sur la partie arrière est de nouveau proposée. Mais les ventes s’effondrent encore pour n’atteindre plus que 17 775 exemplaires. L’échec est patent.

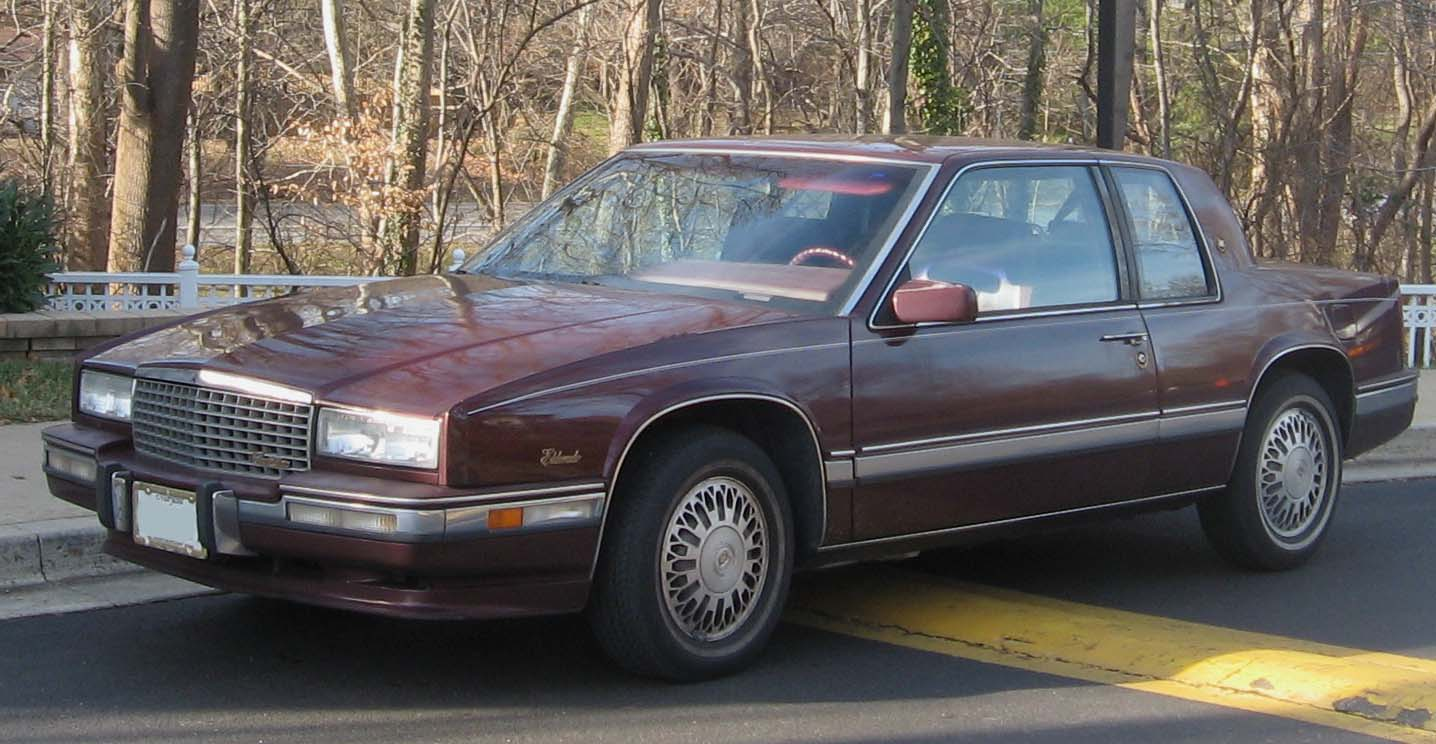
Cadillac Eldorado 1988

Dès 1986, Chuck Jordan demande à Wayne Kady de corriger le style de l’Eldorado pour 1988. Mais les modifications ne sont permises qu’avec un budget restreint et la structure de la voiture doit être conservée. Les stylistes retravaillent d’abord l’arrière, en allongeant les ailes de 7,5 cm et en redonnant aux feux et au pare-chocs arrière un style proche de ceux du modèle précédent. Puis la face avant est modifiée afin de redonner du caractère à la voiture. Le capot récupère une bosse centrale plus prononcée que les stylistes désignent sous le nom de « Power Dome », les ailes sont redessinées et la calandre est changée. La longueur de la voiture atteint désormais 4,86 m et sa largeur 1,84 m. Le poids est en légère augmentation, à 1 570 kg.
Au niveau de la mécanique, les freins sont améliorés et le moteur est réalésé à 4,5 litres ; sa puissance est maintenant de 155 ch. Le restylage permet de voir les ventes remonter à 33 210 exemplaires. La voiture coûte 24 891 $. Elle est importée en France où elle est proposée à 290 000 F avec une puissance fiscale de 19 CV.
En 1989, le moteur est poussé à 180 ch grâce à une augmentation du taux de compression et un nouveau collecteur d’admission. Le prix monte désormais à 26 738 $ (343 700 F en France) et la production atteint 35 385 exemplaires.
Pour 1990, Cadillac réintroduit une version "touring coupe". Elle se distingue par le déchromage de son accastillage, ses jantes de 16 pouces en aluminium chaussées de pneus de 215 et son blason Cadillac entouré de sa couronne de laurier placé sur la grille de calandre. Malgré ce nouveau choix, la production recule à 29 161 exemplaires.
Pour 1991, sa dernière année, la plus mal aimée des Eldorado voit la cylindrée de son moteur passer à 4,9 litres, ce qui lui assure une puissance de 204 ch. La production baisse encore et atteint 22 048 exemplaires seulement.
| Année | Modèle         | Unités |
| ----- | -------------- | ------ |
| 1986  | Eldorado coupe | 21 342 |
| 1987  | Eldorado coupe | 17 775 |
| 1988  | Eldorado coupe | 33 210 |
| 1989  | Eldorado coupe | 27 807 |
| 1990  | Eldorado coupe | 22 291 |
| 1991  | Eldorado coupe | 16 212 |

## Douzième génération (1992-2002)
Dès le mois d’octobre 1986, Chuck Jordan (vice-président du Design de GM) demande à ses stylistes de retrouver de l’émotion et de la force dans leurs dessins et de les appliquer pour les futures Séville et Eldorado, la seconde étant désormais la version coupé de la première. La charge est confiée à Richard « Dick » Ruzzin, le responsable du studio de style de Cadillac. Il consulte également Pininfarina, qui vient de signer l’Allanté, afin d‘avoir une perspective internationale. L’élaboration d’une nouvelle Eldorado est cependant laborieuse. Après plusieurs propositions, c’est finalement le dessin de la Séville qui apparaît en premier ; il ne reste plus qu’à en dériver celui de l’Eldorado. Au début de décembre 1988, Dick Ruzzin en présente la maquette à John Grettenberger, le directeur général de Cadillac qui la valide.
La nouvelle Eldorado retrouve la dignité et la classe de son prédécesseur de 1979. Bien que conservant un empattement de 2,74 m, elle retrouve une longueur de plus de 200 pouces, avec 5,14 m. La largeur est de 1,90 m et la hauteur de 1,37 m. Cette augmentation de taille lui fait retrouver un capot long et l’inclinaison de la lunette arrière lui donne des réminiscence de l’Eldorado de 1967. Pour sa part, la vitre de custode verticale retrouve sa continuité avec la vitre de portière. L’utilisation du chrome est très limitée ; une fine baguette entoure les vitres latérales et les coques des rétroviseurs sont peintes dans le ton de la carrosserie. Une baguette latérale court tout autour de la voiture ; l’inscription Eldorado en lettres capitales y est gravée au niveau de la portière. Les phares avant débordent largement sur les côtés et les feux arrière verticaux sont placés sur l‘arête de l‘aile arrière. Le blason Cadillac entouré de sa couronne de laurier est placé sur le montant de custode.
Le dessin de l’intérieur de l’habitacle, avec sa planche de bord toute en courbes habillée de Zebrano, est réalisé par John Selznack, sous la direction de Marv Fisher. À l’inverse de la carrosserie, c’est ce dessin qui est repris pour élaborer celui de l’intérieur de la Séville.
L’Eldorado est de nouveau produite dans deux usines ; à Hamtramck et à Lansing (Michigan).
À sa sortie, l’Eldorado est équipée du V8 de 4,9 litres de 200 ch. Mais dès 1993, ce moteur est remplacé par le nouveau V8 NorthStar inauguré sur l’Allanté. Entièrement en aluminium (il pèse 230 kg) ce moteur a une cylindrée de 4,6 litres, mais il dispose de 4 soupapes par cylindre et il est proposé en deux versions : 270 ch en version normale et 295 ch pour la Touring Coupe. Ainsi motorisée, la voiture accélère de 0 à 100 km/h en 7,5 secondes, franchit le kilomètre départ arrêté en 27,9 secondes et atteint 241 km/h en vitesse de pointe. Il est couplé à la transmission automatique Hydramatic 4T80-E qui dispose de plusieurs programmes d’utilisation en fonction du style de conduite adopté par le conducteur. La consommation est annoncée pour 11 litres au cent sur route et 17 litres au cent en ville. En version Touring Coupe, l’Eldorado reçoit une calandre peinte au ton de la carrosserie et le blason Cadillac est placé sur la grille de calandre. Elle est équipée d’une suspension réglable électroniquement, du système anti-patinage « StabiliTrack »et de l’ABS. Pour 1993, l’Eldorado sont équipées de sièges évitant le phénomène de sous-marinage des passagers. La production s’élève à 23 621 exemplaires.
Pour 1995, l’Eldorado est légèrement restylée : la calandre, les phares, les feux, le bouclier avant et le panneau arrière sont redessinés. La longueur de la voiture diminue ainsi légèrement de 4 cm, à 5,10 m. Les bas de caisse sont désormais peints dans le ton de la carrosserie. L’allumage des feux est automatique à la tombée de la nuit ou 20 secondes après le déclenchement des essuie-glace. La production reste stable, à 23 100 exemplaires. En 1996, la puissance du V8 est en légère hausse à 275 ch et 305 ch. La production baisse de 9 % à 21 000 exemplaires.
Les boucliers avant et arrière sont à nouveau changés pour 1997 et ils adoptent une forme plus enveloppante. Les ventes chutent de 24 %. La production de 1998 est de 15 800 exemplaires. L’année 1999 connaît une stabilisation des ventes à 15 000 exemplaires, avant de rechuter pour n’atteindre que 13 000 exemplaires en 2000 puis 10 000 exemplaires en 2001.
Au moment de quitter la GM, en 1991, Chuck Jordan considérait que la vie de l’Eldorado allait devenir de plus en plus difficile en raison du succès grandissant des berlines typées sport. Les résultats commerciaux lui donnent raison ; la Séville écrase complètement l’Eldorado dont les ventes ne cessent de décliner. En 2000, les dirigeants de la GM annonce que l’année du cinquantenaire de l’Eldorado sera sa dernière année de production.

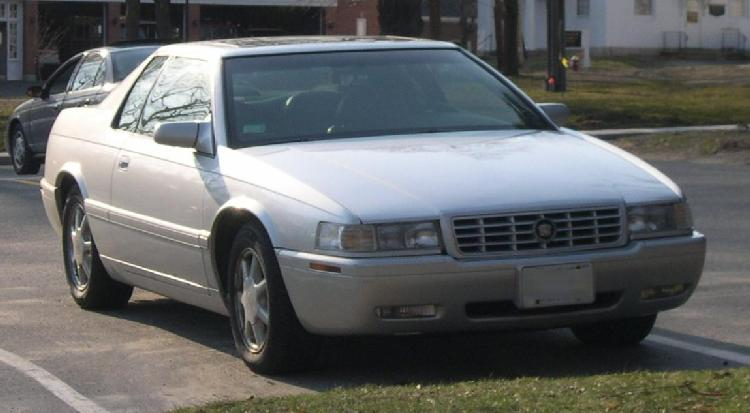
Cadillac Eldorado ETC 2002

Une dernière série de 1596 Eldorado est réalisée en trois séries limitées de 532 voitures (le nombre d’exemplaires produits lors de la première année de production de l’Eldorado en 1953) peintes en bleu, en blanc et en rouge (les couleurs initiales de l’Eldorado de 1953) afin de marquer la fin de la lignée. L’échappement de toutes ces voitures est réglé pour imiter celui de leur lointain prédécesseur, et elles reçoivent toutes une plaque sur le tableau de bord qui indique leur rang de production. La dernière Eldorado sort des chaînes de production de Lansing le 22 avril 2002. L’usine est reconvertie à la fabrication du Chevrolet SSR. L'année suivante, Cadillac lance son roadster à deux places XLR.